# Калетник, Владислав Вадимович
Владислав Вадимович Калетник (род. 24 марта 1995, Ангарск, Иркутская область) — российский хоккеист. Нападающий. Обладатель Кубка Гагарина 2016 года.

## Биография
Воспитанник ангарского хоккея. В сезоне 2011/12 дебютировал в МХЛ-Б за молодёжную команду ангарского «Ермака». С 2012 по 2014 год выступал в Высшей хоккейной лиге за «Ермак». В 2014 году подписал контракт с магнитогорским «Металлургом». В сезоне 2014/15 в Континентальной хоккейной лиге сыграл 38 матчей, забросил 1 шайбу и отметился 4 голевыми передачами. В сезоне 2015/16 в составе команды стал обладателем Кубка Гагарина. В регулярном сезоне за команду провёл 56 встреч, отметился 6 шайбами и 5 голевыми пасами. В плей-офф в 21 матче набрал 1 очко за голевые передачи.
В следующем сезоне в регулярном первенстве отыграл 49 матчей, 5 раз забросил шайбу и 4 раза отметился голевым пасом, а в плей-офф за 17 встреч забросил 2 шайбы и отдал 1 голевой пас, вместе с командой став финалистом Кубка Гагарина 2017.